# ای‌بی‌سیکس
ای‌بی‌سیکس (انگلیسی: AB6IX; کره‌ای: 에이비식스; به صورت A-B-Six تلفظ می‌شود) گروه پسرانه اهل کره جنوبی است. این گروه چهار عضو دارد: جون وونگ، کیم دونگ هیون، پارک وو جین و لی ده هوی. لیدر سابق گروه، لی یونگ مین، در ۸ ژوئن ۲۰۲۰ گروه را ترک کرد. ای‌بی‌سیکس در ۲۲ مه ۲۰۱۹ با انتشار نخستین آلبوم چندآهنگهٔ خود به نام B:Complete فعالیتش را آغاز کرد.

## اعضا
برگرفته از وبگاه رسمی گروه.

### اعضای کنونی
- جون وونگ (전웅)
- کیم دونگ هیون (김동현)
- پارک وو جین (박우진)
- لی ده هی (이대휘)

### اعضای پیشین
- لی یونگ مین (임영민)[۴]